# William Nadylam
William Nadylam (Montpellier, 2 de agosto de 1966) es un actor francés. Es conocido por su papel de Yusuf Kama en Animales fantásticos: Los crímenes de Grindelwald (2018) y Animales fantásticos: Los secretos de Dumbledore (2022).

## Filmografía

### Películas
| Año  | Título                                            | Papel                       | Notas                  |
| ---- | ------------------------------------------------- | --------------------------- | ---------------------- |
| 1988 | Black Mic-mac 2                                   | Jonathan                    |                        |
| 1997 | Tout le monde descend                             | Stanley Noié                | Cortometraje           |
| 1998 | Kirikou et la sorcière                            | Adulto Kirikou              | Voz                    |
| 1998 | Le dernier fils                                   | Paul Touré-Haas             | Película de televisión |
| 2001 | Le mal du pays                                    | Félix                       | Cortometraje           |
| 2001 | Mauvais genres                                    | Maeva                       |                        |
| 2002 | Mille millièmes                                   | Maximilien Diallo           |                        |
| 2003 | La légende de Parva                               | Shiva                       | Voz                    |
| 2004 | Table rase                                        | Hyacinthe                   | Película de televisión |
| 2004 | Une autre vie                                     | Ismaël Traoré               | Película de televisión |
| 2004 | Une autre vie                                     | Ismaël Traoré               | Película de televisión |
| 2006 | Les enfants du pays                               | Caporal-chef Malick N'Diaye |                        |
| 2006 | Passés troubles                                   | Peratti                     | Película de televisión |
| 2007 | Rizla & McGee                                     | McGee                       | Cortometraje           |
| 2007 | Les mariées de l'isle Bourbon                     | Jean Penmach                | Película de televisión |
| 2009 | L'Absence                                         | Adama                       |                        |
| 2009 | La guerre des saintes                             | Le novice                   | 2009                   |
| 2009 | Transit                                           | Lawrence                    | Cortometraje           |
| 2009 | White Material                                    | Chérif, el alcalde          |                        |
| 2010 | Vital désir                                       | Me Collinot                 | Película de televisión |
| 2014 | Here and Now                                      | Ben                         |                        |
| 2014 | L'affaire SK1                                     | Abogado de Guy Georges      |                        |
| 2015 | Lace Crater                                       | Dr. Sal Gricky              |                        |
| 2016 | Good Funk                                         | Terence                     |                        |
| 2017 | La vie de château                                 | Ben Benito                  | No acreditado          |
| 2018 | Animales fantásticos: Los crímenes de Grindelwald | Yusuf Kama                  |                        |
| 2022 | Animales fantásticos: Los Secretos de Dumbledore  | Yusuf Kama                  |                        |
| 2023 | Pasajes                                           | Clément                     |                        |

### Serie
| Año  | Título       | Papel           | Notas       |
| ---- | ------------ | --------------- | ----------- |
| 2004 | Murphy's Law | Benoit          | 1 episodio  |
| 2007 | Les Oubliées | Le juge Galbert | 6 episodios |
| 2016 | Trepalium    |                 | 1 episodio  |